# Verwaltungsgemeinschaft Donaustauf
Die Verwaltungsgemeinschaft Donaustauf liegt im Oberpfälzer Landkreis Regensburg und wird von folgenden Gemeinden gebildet:
1. Altenthann, 1514 Einwohner, 21,48 km²
2. Bach a.d.Donau, 1809 Einwohner, 14,70 km²
3. Donaustauf, Markt, 4589 Einwohner, 9,72 km²

Sitz der Verwaltungsgemeinschaft ist Donaustauf. Gemeinschaftsvorsitzender ist Jürgen Sommer (1. Bürgermeister der Mitgliedsgemeinde Donaustauf).